# Marie-Michèle Bélanger-Timothy
Marie-Michèle Bélanger-Timothy (1988) è un'ex sciatrice alpina canadese.

## Biografia
Attiva in gare FIS dal febbraio del 2004, in Nor-Am Cup la Bélanger-Timothy esordì il 2 gennaio 2005 a Mont-Sainte-Anne in slalom speciale (23ª), ottenne il miglior piazzamento il 6 gennaio 2007 nelle medesime località e specialità (16ª) e prese per l'ultima volta il via il 17 marzo 2007 a Panorama in slalom gigante (36ª). Si ritirò al termine della stagione 2010-2011 e la sua ultima gara fu uno slalom speciale universitario disputato il 19 marzo a Stoneham e chiuso dalla Bélanger-Timothy al 4º posto; in carriera non debuttò in Coppa del Mondo né prese parte a rassegne olimpiche o iridate.

## Palmarès

### Nor-Am Cup
- Miglior piazzamento in classifica generale: 73ª nel 2007

### Campionati canadesi
- 1 medaglia:
  - 1 bronzo (supergigante nel 2006)